# 圣方济各沙勿略主教座堂 (班加罗尔)
圣方济各沙勿略主教座堂（St. Francis Xavier's Cathedral）是天主教班加罗尔总教区的主教座堂，位于印度南部城市班加罗尔，供奉圣方济各沙勿略。班加罗尔的圣巴特里爵堂原本是迈索尔教区的主教座堂 1886-1940年。1940年从迈索尔教区分设班加罗尔教区，圣方济各沙勿略堂被选为主教座堂。
第一座圣方济各沙勿略堂创建于1851年。由于教友人数激增，该堂不敷使用。于是在1911年动工建造新堂。该堂在1940年成为主教座堂。2009年，该堂增建了两个圆顶。 这两个圆顶是原设计的一部分，但是因为缺乏资金而未能完成。

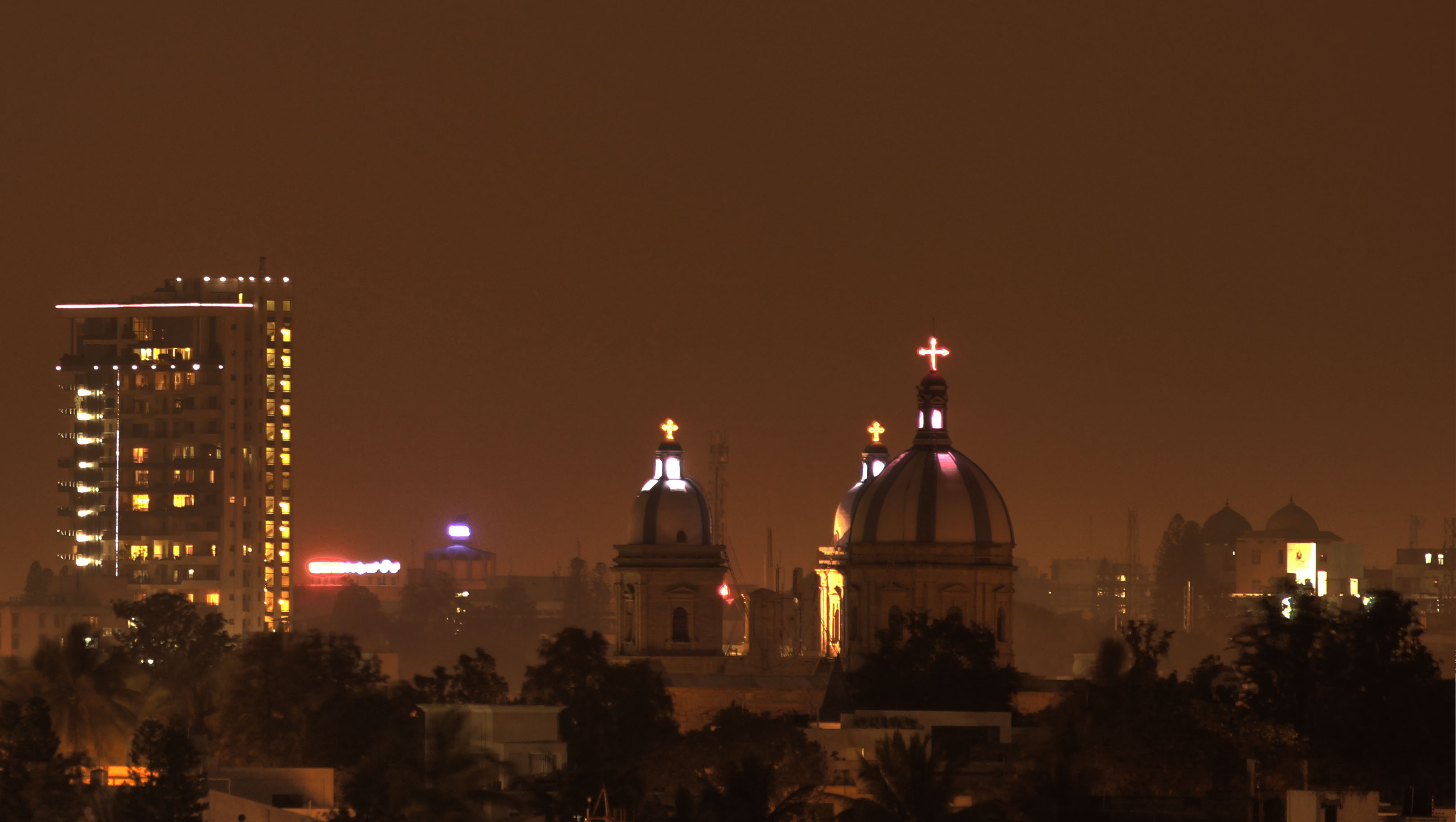
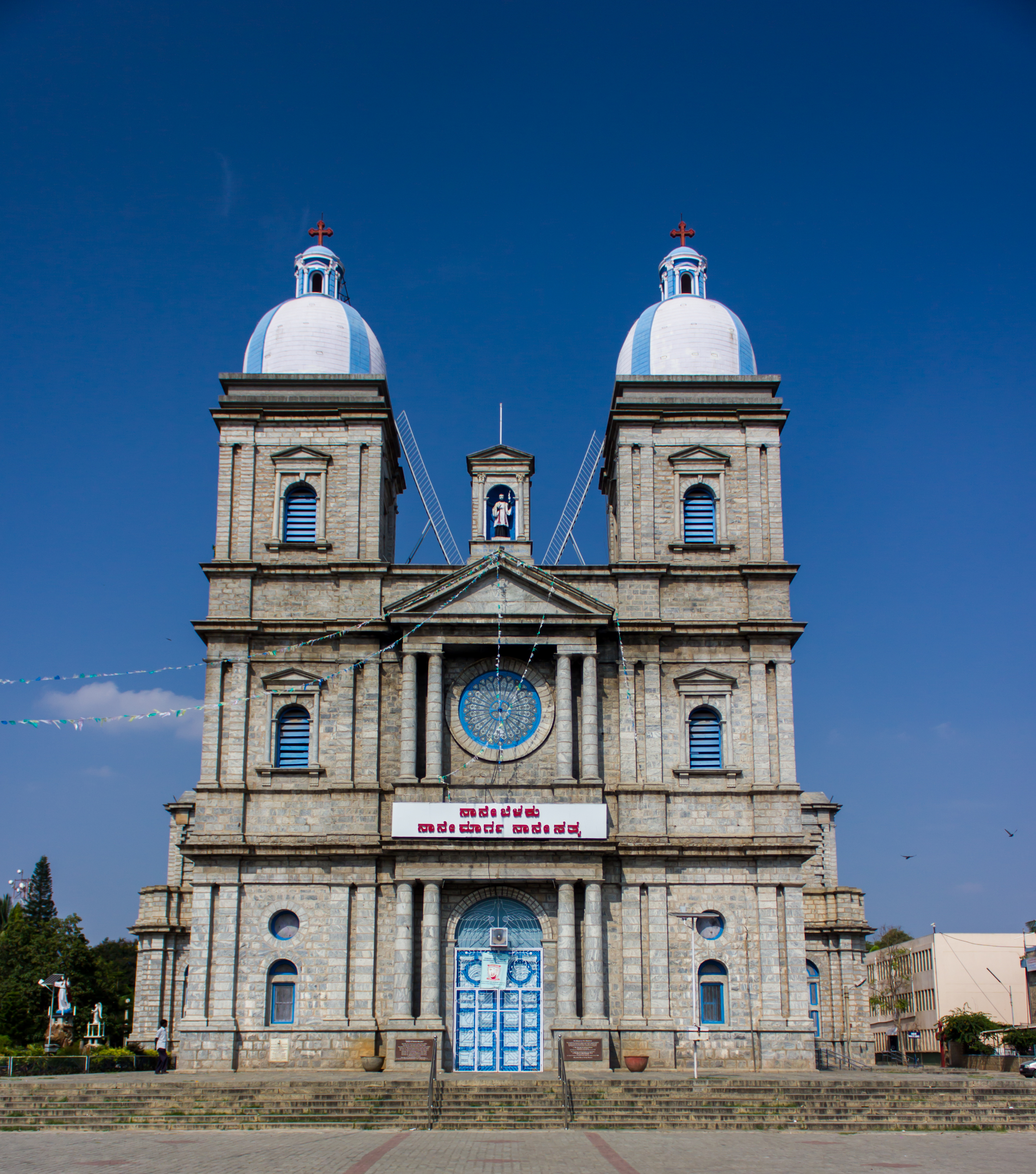

该堂的大院内设有三所学校。